# Dieter Möhring (Leichtathlet)
Hans-Dieter Möhring (* 11. Juni 1931; † nach 1963) war ein deutscher Leichtathlet, der Deutscher Meister im Zehnkampf, Diskuswurf und Stabhochsprung wurde.

## Karriere
Bis 1956 trat Möhring für den SV St. Georg von 1895 an, später für den VfL Wolfsburg.

### Freiluft
Bei den Deutschen Meisterschaften 1953 wurde er Fünfter im Fünfkampf. 1955 wurde er Fünfter im Kugelstoßen, Vierter im Diskuswurf und Vizemeister im Fünfkampf. 1956 wurde Möhring Vierter im Diskuswurf. 1957 wurde er Sechster im Stabhochsprung, Fünfter im Diskuswurf und Sieger des Zehnkampfes. 1958 wurde er Sieger im Stabhochsprung, Vizemeister im Zehnkampf und Sechster im Diskuswurf. 1959 wurde er Sieger im Diskuswurf und Vizemeister im Stabhochsprung. 1960 wurde er Vierter im Stabhochsprung und Sieger im Diskuswurf. 1961 wurde er Vizemeister im Stabhochsprung. 1962 verteidigte er seinen Titel. 1963 wurde er Zweiter im Stabhochsprung.
Bei den Leichtathletik-Europameisterschaften 1958 belegte er den siebten Platz des Zehnkampfes der Männer.

### Halle
Bei den Deutschen Hallenmeisterschaften 1957 gewann er die Bronzemedaille im Diskuswurf. 1960 wurde er Deutscher Vizemeister im Stabhochsprung. 1961 war er Sieger im Stabhochsprung. 1962 verteidigte er den Titel. 1963 wurde er Zweiter im Stabhochsprung.

## Nachwirkung
Der VfL Wolfsburg richtete 2024 zum 42. Mal das Dieter-Möhring-Sportfest aus, das nach ihm benannt ist.